# Contrato de seguro de responsabilidad civil en el ámbito médico-sanitario
El contrato de seguro de responsabilidad civil en el ámbito médico-sanitario cubre los riesgos que derivan de la actividad médica. El desempeño de la actividad médica implica para el profesional tener que afrontar el riesgo de asumir con su patrimonio la eventual indemnización por los daños y perjuicios que con su actividad profesional se le haya ocasionado a un paciente, riesgo que en algunos supuestos puede ser muy elevado. Ello podría suponer un punto de ansiedad desfavorable para el ejercicio de la medicina que redundaría incluso al empeoramiento en la calidad de su práctica médico-quirúrgica.
Es debido a ello que las personas tanto físicas como jurídicas que se dedican a este ámbito de actividad conciertan un seguro de responsabilidad civil con una aseguradora por el que, a cambio de abonar la prima correspondiente y en caso de que ocurra el daño o perjuicio, el riesgo se traslade del patrimonio del profesional sanitario al patrimonio de la compañía aseguradora.
Además, este tipo de seguros cumple una función social ya que permite garantizar el acceso a una indemnización a aquellas personas que han sufrido daños, la cual será mayor en función del grado del daño sufrido y no tanto en función de lo elevado del precio del tratamiento.
Aunque el objeto de tratamiento de esta entrada es el seguro profesional sanitario de responsabilidad civil, parece necesario mencionar aquí que cabe la posibilidad de que la actuación médica se lleve a cabo bajo un fundamento jurídico contractual, dentro del cual puede distinguirse entre asistencia médica como arrendamiento de servicios (el profesional asume una obligación de medios comprometiéndose a utilizar toda su diligencia para lograr un resultado curativo sin que se comprometa el resultado), y asistencia médica como arrendamiento de obra (donde el profesional asume una obligación de resultado, comprometiendo para el paciente el objetivo voluntario o de satisfacción deseado por éste). También puede tener lugar la actuación médica de forma espontánea, en cuyo caso se estima mayoritariamente que se trataría de una situación extracontractual, cuya base es el principio alterum non laedere, aunque cabría la posibilidad de considerar dicha actuación cercana al cuasicontrato por la obligación de observar la lex artis médica que tienen los profesionales sanitarios. El tipo de responsabilidad no se trata de una cuestión menor porque la calificación y la prescripción de las acciones puede ser distinta entre unas y otras, con lo que su correcta observación resulta determinante para conseguir la estimación de una demanda por responsabilidad civil que desencadene los efectos del contrato de seguro de responsabilidad civil.

## Sujetos vinculados en la celebración y ejecución del contrato
Desde el punto de vista del ordenamiento jurídico español, la Ley 44/2003, de 21 de noviembre, de ordenación de las profesiones sanitarias, establece la obligatoriedad de suscribir un seguro de responsabilidad o similar cuando se ejerza la profesión en el ámbito de la sanidad privada, lo cual afecta tanto a las personas físicas como a las personas jurídicas (ver art. 4.8.e y art. 46). Dicha ley divide las profesiones sanitarias entre:
- Licenciados sanitarios en el art. 6 (médico, farmacéutico, dentistas y veterinarios, aunque también se permite incluir otros perfiles con estudios superiores como químicos, biólogos o psicólogos); y
- Diplomados sanitarios en el art. 7 (enfermeros, fisioterapeutas, terapeutas ocupacionales, podólogos, óptico-optometrista, logopedas, dietistas-nutricionistas, así como también otras ocupaciones que sean formalmente incluidas por una norma en la categoría de diplomados sanitarios).

Así, los profesionales que ejerzan su actividad únicamente en el ámbito de la sanidad pública no están obligados a contratar este seguro ya que es la Administración quien responde por los daños ocasionados por el personal a su servicio, tal como se desprende de los artículo 32 y siguientes de la Ley 40/2015, de 1 de octubre, de Régimen Jurídico del Sector Público; aunque debe tenerse en cuenta que el artículo 36.2 de dicha ley indica que "la Administración correspondiente, cuando hubiere indemnizado a los lesionados, exigirá de oficio en vía administrativa de sus autoridades y demás personal a su servicio la responsabilidad en que hubieran incurrido por dolo, o culpa o negligencia graves, previa instrucción del correspondiente procedimiento".
No obstante todo lo anterior, en la Comunidad Autónoma de Cataluña se promulgó la Ley catalana 7/2006, de 31 de mayo, del ejercicio de profesiones tituladas y de los colegios profesionales cuyo artículo 9.1 indica que "los y las profesionales con titulación tienen el deber de cubrir mediante un seguro o garantía equivalente los riesgos de responsabilidad en que puedan incurrir a causa del ejercicio de su profesión." En cambio, para los profesionales que desempeñan su actividad en el sector público sanitario, el artículo 9.3 de la Ley 7/2006, no obliga a que tengan suscrita una póliza de responsabilidad civil cuando el profesional sanitario se encuentre integrado en una Administración Pública y haya actuado dentro de su esfera de actividad, puesto que en tal caso la Administración que sea titular del hospital o centro de salud donde se hayan ocasionado los daños responderá de los mismos como responsable mediato de los daños que hubiesen tenido lugar.

## La necesidad del contrato de seguro en el ámbito sanitario
Como ya se ha mencionado, el seguro de responsabilidad civil en el ámbito sanitario surge de la necesidad de proteger a los profesionales de los daños que pudieran ocasionar a terceros en el desempeño de sus labores, dados los notables riesgos que, con carácter general, suelen estar presentes en la actividad sanitaria. De tal forma que, tanto en el ámbito de la asistencia sanitaria pública como la privada, nuestro ordenamiento jurídico exige la necesidad de contar con un seguro de responsabilidad civil.
Así, si bien es el Estado ostenta la competencia exclusiva sobre las bases en materia sanitaria, han sido las CCAA quienes han establecido los requisitos necesarios para autorizar el establecimiento de centros sanitarios en su territorio, optando alguna de estas por supeditar dicha autorización a la obligación de suscribir un seguro de responsabilidad civil a todos aquellos centros sanitarios que la pretendan.
Entre las CCAA que prevén tal obligación:
- Cataluña: “Asegurar la cobertura adecuada de los riesgos derivados de la responsabilidad civil a que pueda estar sometido el centro o servicio, mediante la contratación, adecuación y vigencia de las pólizas de seguro correspondientes.” Art. 4.1 j) del Decreto 151/2017, de 17 de octubre, por el que se establecen los requisitos y garantías técnico-sanitarias comunes de los centros y servicios sanitarios y los procedimientos para su autorización y registro.

- Asturias: “Documentación que acredite el aseguramiento de la responsabilidad civil del centro o servicio sanitario, así como la responsabilidad civil profesional.” Art. 18.1 n) del Decreto 55/2014, de 28 de mayo, por el que se regula la autorización de centros y servicios sanitarios.

Asimismo, es importante destacar que, respecto de la actividad sanitaria en el ámbito privado, la Ley 44/2003, de 21 de noviembre, de ordenación de las profesiones sanitarias establece, en su artículo 46, la obligación de los profesionales y de aquellas entidades que presten servicios sanitarios de contratar un seguro de responsabilidad que de cobertura a las posibles indemnizaciones que puedan surgir como consecuencia de los daños que pudiera ocasionar la prestación del servicio.

## Implicaciones del consentimiento
En el ámbito de la actividad sanitaria resulta necesario, con carácter general y previo a cualquier actuación, debe recabarse el consentimiento del paciente o usuario, consentimiento que debe ser emitido una vez que este haya recibido la información suficiente y adecuada del tratamiento al que va a ser sometido.
Esta información que, en ocasiones, la ley requiere la necesidad de que se plasme por escrito, no solo recoge la explicación del tratamiento que va a recibir, sino que, además, van a ser expuestos todos los riesgos que comporta someterse a dicho tratamiento. Ello comporta que el paciente o usuario va asumir la responsabilidad de dichos riesgos siempre que el tratamiento, y la actuación del facultativo, se haya realizado ausente de cualquier acto de negligencia. Por tanto, el hecho de obtener el consentimiento del paciente no va a excluir por sí mismo la responsabilidad del facultativo, ya que, el consentimiento no ampara cualquier actuación de este, por cuanto en caso de que se haya producido un supuesto de negligencia o de infracción de la lex artis, será el facultativo quién tenga que asumir el daño.
Por otra parte, la ausencia del consentimiento informado o, en su caso, un consentimiento prestado a una insuficiente información, suele dar lugar al nacimiento de responsabilidad civil de quien ha prestado el servicio sanitario en el caso en los que se produzcan daños, siendo necesario que entre la falta del consentimiento y el riesgo a dicho daño medie una relación de causalidad. En este sentido, el Tribunal Supremo, sostuvo que sobre la falta o ausencia del consentimiento informado, este Tribunal ha tenido ocasión de recordar con reiteración que "tal vulneración del derecho a un consentimiento informado constituye en sí misma o por sí sola una infracción de la lex artis ad hoc, que lesiona su derecho de autodeterminación al impedirle elegir con conocimiento, y de acuerdo con sus propios intereses y preferencias, entre las diversas opciones vitales que se le presentan", de esta forma: 
Causa un daño moral, cuya indemnización no depende de que el acto médico en sí mismo se acomodara o dejara de acomodarse a la praxis médica, sino de la relación causal existente entre ese acto y el resultado dañoso o perjudicial que aqueja al paciente; o, dicho en otras palabras, que el incumplimiento de aquellos deberes de información solo deviene irrelevante y no da por tanto derecho a indemnización cuando ese resultado dañoso o perjudicial no tiene su causa en el acto médico o asistencia sanitaria.
No obstante, en casos en los que se ha producido un daño al paciente que no estaba previsto en el documento de información previa, para que surja la responsabilidad civil, es necesario que ese riesgo se probable o típico en el tratamiento concreto al que se ha sometido el paciente, pues respecto al grado de exhaustividad exigible en la información proporcionada al paciente, el Tribunal Supremo ha manifestado que:
Hemos dicho en multitud de ocasiones que la información previa a la actividad médica no puede ser excesiva, ilimitada, ya que de lo contrario puede contrarrestar la finalidad de la misma. Pretender que en la información previa se constaten todos y cada uno de los riesgos y posibilidades existentes supone -por exceso- contravenir los principios de la norma, ya que el mismo no se adapta a la claridad, concreción y exigencia de adaptación a los conocimientos de aquellos que lo reciben.

## El error en el diagnóstico
Tanto el error de diagnóstico como el retraso injustificado del mismo pueden repercutir negativamente en la salud del paciente provocándole un daño, por lo que estos hechos pueden dar lugar a que se genere en el centro sanitario o, en su caso, en el profesional la carga de indemnizar al paciente por ello. No obstante, no todo error o retraso en el diagnóstico conduce a que se genere de forma automática dicha responsabilidad civil, puesto que, será necesario que se produzca ese resultado dañoso como consecuencia del error del profesional en adoptar las técnicas o los medios que imponía el estado actual de la ciencia.
De conformidad con la jurisprudencia, la prestación médica consiste en poner a disposición del paciente los medios, pero no de garantizar los resultados. De tal forma que, la obligación del médico consiste en desarrollar su actividad profesional de forma diligente y de conformidad con la lex artis, es decir, este deberá administrar el tratamiento y practicar las pruebas diagnósticas que considere pertinentes atendiendo a lo que marca la actualidad científica en el campo de la medicina.
Pues bien, nuestro alto Tribunal se ha pronunciado al respecto estableciendo que, para que el error pueda dar lugar a responsabilidad, este debe ser notoriamente grave o que las conclusiones a las que ha llegado el profesional, una vez examinado el caso, sean absolutamente erróneas, a lo que, en ocasiones, ha añadido que existe un pequeño margen de error en cada paciente con independencia de las comprobaciones o pruebas que se realicen, puesto que, de forma alguna, una correcta labor diagnóstica se encuentra exenta de riesgos de error, los cuales, a su vez, pueden ser tolerables dentro de unos límites, por lo que la misma deberá ser valorada dependiendo de las circunstancias de cada caso. Por el contrario, existirá responsabilidad cuando el profesional no ha hecho uso de los medios, aun cuando disponía de ellos, como consecuencia de no haber actuado conforme a las pautas que marcaba la lex artis.

## Tipología de coberturas
Entre las coberturas o garantías más habituales en este tipo de seguros encontramos las siguientes:
- Defensa jurídica: consiste en otorgar asistencia legal al asegurado, mediante la puesta a disposición de abogado y de procurador.
- Inhabilitación temporal: esta cobertura tiene como finalidad otorgar al profesional que ha sido inhabilitado, con carácter temporal, para ejercer su profesión, un subsidio económico para hacer frente a esta circunstancia que lo priva de obtener su salario.
- Indemnización: se trata, probablemente , de la cobertura más importante, consiste en la obligación del asegurador de atender aquellas indemnizaciones en favor del eventual paciente o usuario que haya sufrido un daño como consecuencia de una actuación contraria a la debida diligencia y, por tanto, generadora de responsabilidad civil del profesional o del centro sanitario.
- Sanciones: quizá menos habitual que las anteriores en los seguros suscritos en el ámbito público, pero frecuentes en los contratados por profesionales del sector privado. Consiste en atender aquellas sanciones administrativas o colegiales impuestas a los profesionales en el ejercicio de su actividad.

## Límites en el valor asegurado
En primer lugar, cabe aclarar que el valor asegurado se refiere a la cuantía que el tercero perjudicado percibirá cuando se produzca el siniestro o siniestros durante la vigencia del contrato de seguro; o bien, en otras palabras, es el límite de responsabilidad que tiene el asegurador en caso de siniestro. Con la aclaración, que se vuelve de suma importancia, que el valor asegurado se encuentre establecido en la póliza de seguro, pues como se ha mencionado, dicha cuantía determina la responsabilidad del asegurador y por consiguiente el límite que podrá reclamar el tercero perjudicado.
Al hablar de un “seguro de responsabilidad para personal sanitario”, no debe obviarse las reglas generales que aplican para los contratos de seguro en cada legislación. En tal sentido, para este tipo de seguros en específico no es que haya un monto de garantía predeterminado, pero para establecer su cuantía sí deberá atenderse los parámetros generales para su determinación por parte del asegurador, como por ejemplo el valor real del interés asegurado.
Asimismo, se aclara que si bien el personal sanitario o médico (asegurado) es quien contratará el seguro, es el tercero perjudicado, el que está vinculado al riesgo, siendo éste quien sufre el daño causado por el asegurado. Este tercero o bien sus herederos, según lo determine la legislación de cada país o bien la póliza de seguro, tendrán el derecho de exigirle al asegurador que cumpla la obligación de indemnización, la cual como se ha indicado estará determinada por el límite del valor asegurado.

## Exclusiones en el contrato de seguro
En primer lugar se debe comprender qué es el riesgo. En tal sentido, el autor PILOÑETA ALONSO L. M. (2020) define el riesgo como la eventualidad prevista en el contrato; el acontecimiento, eventualidad dañosa que al producirse, consigna la pérdida que el seguro ha de reparar. En otras palabras, el riesgo es la posibilidad de que se lleve a cabo un evento dañoso que ocasione un perjuicio patrimonial, por tanto, ninguno de los contratantes ni el tercero perjudicado tienen certeza que dicho evento o siniestro se produzca. Es así que el riesgo se configura como un elemento esencial para la existencia del contrato de seguro, debiendo estar claramente determinado en el contrato.
Es así que al hablar de las exclusiones del contrato de seguro, se hace referencia a aquellas condiciones descritas en la póliza de seguro que no estarán cubiertas, es decir, son aquellas delimitaciones del riesgo
En el caso particular del seguro de responsabilidad para personal sanitario, es importante que el profesional de la salud pueda revisar cuáles serán aquellas exclusiones que comprenderá la póliza de seguro, lo que reviste de importancia, ya que el profesional de salud debe comprender que el asegurador no tiene obligación de librarlo de la responsabilidad civil que pueda devenir en un futuro por aquellos eventos excluidos de la póliza.
Si bien las exclusiones que puedan contener las pólizas del seguro en comento, no serán siempre las mismas, a continuación se indican algunos ejemplos:
- Daños causados cuando el profesional de la salud ha ejercido sin estar legalmente habilitado según las regulaciones del lugar donde ejerza la profesión.
- Daños ocasionados cuando el profesional de la salud se encontraba bajo los efectos de bebidas alcohólicas, sustancias tóxicas o narcóticas.
- Daños causados por el profesional de la salud que ha violado el secreto profesional.
- Cuando los daños se dan con aparatos, equipos o dispositivos médicos que no cuentan con aprobación y registro de las entidades competentes de vigilancia, según las regulaciones de cada país o territorio.

## Pago de la prima
Los seguros de responsabilidad profesional sanitaria son de obligado contratación para las personas que practican la actividad sanitaria para la cobertura de los posibles daños y perjuicios que pudieran causar tal como se ha expuesto anteriormente. Pero el contrato de seguro como tal no se encuentra regulado como por ejemplo sí sucede con el seguro de conducción de vehículos a motor.
Por lo tanto, en referencia a este apartado, nos dirigiremos a la regulación dispuesta en la Ley 50/1980, de 8 de octubre, de Contrato de Seguro (LCS).
La prima se encuentra regulada en el artículo 14 y ss. de la LCS, el mismo expone que la prima es una de las obligaciones del tomador del seguro para poder encontrarse cubierto por la póliza de seguro. La prima puede ser pagada de forma única o de forma periódica, dependerá de lo que vayan a pactar las partes.
El impago de la primera cuota conduciría a la exoneración de la entidad aseguradora de cubrir los daños y perjuicios ya que se entiende que no se ha perfeccionado el contrato ante la falta de pago del precio inicial.
Si el impago se produjera con posterioridad a la primera prima, se concedería con previa comunicación al tomador del seguro la extinción del contrato un mes de gracia para formalizar el pago de la prima, puesto que, en caso contrario, al transcurrir el mes, ya se daría por extinguida de forma automática el contrato. Si la entidad aseguradora no comunica el impago, el contrato se entiende extinguido de forma tácita a partir del sexto mes del impago de la prima.

## Vigencia del contrato
La duración del contrato de seguro será aquella que hubieran pactado las partes, pero nunca podrá ser superior al plazo de diez años, aunque se permite establecer prórrogas no superiores a diez años.
Cuando el tomador del seguro quisiera oponerse a la posible prórroga del contrato lo debería de notificar con al menos un mes de antelación.
En referencia a la comunicación de la oposición a la prórroga, este no es necesario que se realice de forma fehaciente por parte del tomador del seguro, ya que se acepta que se notifique una “voluntad de oposición a la prórroga del asegurado, siendo indistinto el modo en que ha llegado a conocimiento de la aseguradora esta voluntad”.
En cambio, si es el asegurador el que quiera oponerse a la prórroga del contrato, ha de realizar la comunicación al menos con dos meses de antelación a la prórroga del contrato, también ha de realizar la notificación en el mismo plazo cuando realizase alguna modificación del contrato o quisiera finalizar la misma.

## Derecho comparado

### El Salvador
En El Salvador el seguro de responsabilidad para personal sanitario no se encuentra expresamente regulado, sin embargo por la naturaleza del mismo, se atenderán las disposiciones generales para el contrato de seguro (en base al artículo 1344 al 1385 del Código de Comercio) así como las específicas del contrato de Responsabilidad (en base al artículo 1428 al 1432 del Código de Comercio).
Por lo que tomando como base las disposiciones sobre el seguro de responsabilidad, se debe considerar algunos aspectos como los siguientes:
- El tercero dañado tendrá derecho a la indemnización, siendo éste el beneficiario desde el momento en que se origine la responsabilidad del asegurado.
- Salvo pacto en contrario, el asegurador estará a cargo de los gastos que se generen por los procedimientos seguidos contra el asegurado.
- En caso darse un proceso civil o penal contra el asegurado, éste dará al asegurador los datos y pruebas necesarias para la defensa.

Así, en el caso de que una persona natural o jurídica se encontrase interesada en contratar un seguro de responsabilidad médica, podrá verificar si puede ser cubierto por una sociedad de seguros, la cual deberá estar autorizada y certificada por la Superintendencia del Sistema Financiero, conforme las regulaciones de la Ley de Sociedades de Seguros.

### Colombia
En Colombia no existe una normativa específica para el seguro de Responsabilidad Civil médica, como tampoco una obligación de asegurar la responsabilidad civil del médico; este ámbito del seguro se rige por las normas generales del seguro de responsabilidad civil, se le conoce como un seguro de Responsabilidad Civil profesional de clínicas y hospitales, y es un servicio que ofrecen las aseguradoras para proteger a los profesionales del ámbito médico en el desempeño de su actividad profesional. Este contrato de seguros cubre los daños que se pudieran ocasionar a terceros, y se puede adaptar a cada especialidad médica y a la modalidad en la que ejerce el médico. En todo caso habrán exclusiones que la póliza no podrá cubrir como ejemplo el caso de las infecciones surgidas por enfermedades previas o de cirugías estéticas.
Su finalidad es poder proteger en caso de cualquier reclamación los actos erróneos, negligencia, impericia, acción u omisión, cometidos de manera involuntaria en el ejercicio de una actividad profesional de la salud por personal médico, que estén vinculados bajo relación laboral con el asegurado mediante contrato, siempre y cuando figuren dentro de la relación de profesionales y/o auxiliares de la salud asegurados bajo esta póliza y por los cuales sea civilmente responsable el asegurado.
Actualmente se estima que la responsabilidad de los entes hospitalarios, más que la responsabilidad individual del médico, ocupa un lugar sobresaliente en las reflexiones de la doctrina y puede representar un amplio capítulo de las fronteras modernas de la responsabilidad civil. Varias han sido las causas que han dado origen a la reclamación judicial originada en la praxis médica; por ejemplo, los cambios en la sociedad y en la relación médico-paciente introducidos por la prestación de una medicina colectiva.
En Colombia, algunas pólizas de seguro de responsabilidad civil médica consagran que las controversias que puedan surgir entre el asegurador y el asegurado por razón de la celebración, ejecución o terminación del contrato de seguro serán sometidas a la decisión de un Tribunal de Arbitramento; en la mayoría de los casos, se estipula un deducible a cargo del asegurado equivalente al 10% del valor de la indemnización y un tiempo de extensión para reclamos hasta un periodo máximo de dos años para actos médicos ocurridos durante la vigencia del contrato. En lo referente a las indemnizaciones otorgadas por las jurisdicciones civil y administrativa en este ámbito, no ha sido posible hallar uniformidad de conceptos, lo que sin duda  dificulta enormemente la operación del seguro. Por lo tanto, la falta de uniformidad en las condenas es una dificultad significativa que ha de considerarse al momento de decidir sobre la viabilidad o conveniencia de implementar un seguro de Responsabilidad Civil obligatorio para este ramo.
Los sujetos involucrados a este tipo de contrato de seguros son por un lado los asegurados que pueden ser la persona jurídica de derecho público, privado mixto quienes son los titulares del interés asegurable y que en la póliza se les denominada tomador de la póliza (EPS, IPS). El asegurado o beneficiario o tercero afectado es la persona natural o jurídica que resulta afectada o damnificada por el hecho de responsabilidad civil extracontractual profesional imputable al asegurado y por último la aseguradora no estará obligada, en ningún caso, a pagar daños y/o costos que excedan el límite agregado de responsabilidad aplicable, una vez este haya sido agotado por el pago de daños y/o costos.
La necesidad de este contrato de seguro se evidencia más que todo en la práctica, muchas de las administradoras (EPS), sobre todo las más grandes, aseguran su responsabilidad civil, y a efecto de contratar a las IPS están exigiendo, como requisito imprescindible de la contratación, la suscripción de pólizas que amparen su responsabilidad. Actualmente, no existe IPS que contrate sin seguro de Responsabilidad Civil , con el objetivo de prestar el servicio médico, las IPS contratan los médicos y profesionales que habrán de suministrarlo y en este caso, igual que la hipótesis anterior, para lograr dicha contratación, la IPS exige al profesional la suscripción de una póliza que ampare su responsabilidad civil. Teniéndose así un seguro que garantiza la responsabilidad civil de la EPS-S, otro que asegura la IPS y otro que garantiza la responsabilidad del profesional; una triple garantía que protege los intereses del paciente.
El consentimiento en este tipo de seguros y dada su naturaleza, el asegurado no podrá admitir su responsabilidad, ni liquidar o intentar liquidar reclamo alguno sin el consentimiento escrito de la aseguradora, quien tendrá derecho en cualquier momento a intervenir en el manejo de la defensa o liquidación del reclamo, si la aseguradora así lo considere conveniente, es decir que la aseguradora no liquidará reclamo alguno sin el consentimiento de los asegurados. Si estos se rehusaran injustificadamente a prestar su consentimiento en relación con un acuerdo sugerido por la aseguradora, la responsabilidad de la aseguradora no excederá en tal caso el monto a cargo previsto en dicho acuerdo, incluyendo los costos incurridos desde el momento en que la aseguradora solicitó el consentimiento del asegurado hasta la fecha de rechazo. En el evento en que se logre un acuerdo entre asegurado y la aseguradora, ambas partes realizarán sus mejores esfuerzos para determinar un reparto justo y equitativo de los costos incurridos para lograr dicho acuerdo.
En cuanto a las exclusiones de la póliza muchas de las aseguradoras no son responsables de los perjuicios derivados o reclamados por daños genéticos, por factores Iatrogénicos (como alteraciones del estado del paciente), organismos patógenos o factores hereditarios descubiertos durante el nacimiento. 
Tampoco aquellos derivados de la siguiente lista:
- Reclamaciones contra el asegurado por la prestación de servicios o atención de personas que no tienen una relación laboral con el asegurado.
- Perjuicios causados en la prestación de un servicio profesional bajo la influencia de sustancias alcohólicas, intoxicantes o narcóticas.
- Perjuicios causados por la prestación de servicios por personas que no están legalmente habilitadas para ejercer la profesión o no cuentan con la respectiva autorización o licencia otorgada por la autoridad competente.
- Reclamaciones contra el asegurado por la prestación de servicios o atención de personas que no tienen una relación laboral con el asegurado.
- Responsabilidad civil profesional por cirugía plástica o estética, salvo que se trate de intervenciones o cirugía reconstructiva posterior a un accidente o cirugía correctiva de anormalidades congénitas.
- Responsabilidad civil profesional por tratamientos destinados a impedir o provocar un embarazo o la procreación. (Entre otras)

Ahora bien, el límite de valor asegurado es la cuantía máxima de la indemnización a cargo de la aseguradora tras la ocurrencia de un siniestro amparado en la póliza que ésta ha expedido. Su función es la de delimitar cuantitativamente la responsabilidad de la aseguradora (artículo 1079 y 1089 del Código de Comercio). En la póliza se fija un valor asegurado que operará para toda la vigencia de la póliza, y se fija un sublímite por evento (siniestro). Esta forma de sublimitar el valor asegurado es útil en los casos que es esperable que para una misma vigencia del seguro se pueda presentar más de un siniestro, pues garantiza que el límite del valor asegurado no se agotará con el primer evento.
La Corte Constitucional mediante sentencia T591 de 2016 ha mencionado que la prima será aquella que se encuentre "dentro de los límites pactados y ante la ocurrencia de un acontecimiento incierto cuyo riesgo ha sido objeto de cobertura, (denominada siniestro) a indemnizar al “asegurado” los daños sufridos o, dado el caso, a satisfacer un capital o una renta”. La entidad aseguradora debe pagar la indemnización en caso de ocurrir el siniestro y conforme con las particularidades del contrato realizado. 
En la mayoría de los seguros el tomador del seguro está obligado a pagar la prima y deberá hacerlo a más tardar dentro del mes siguiente contado a partir de la fecha de la entrega de la póliza o de los certificados o anexos que se expidan con fundamento en ella. La mora en el pago de la prima de la póliza o de los certificados o anexos que se expidan con fundamento en ella, producirán la terminación automática del contrato y dará derecho a la aseguradora para exigir el pago de la prima devengada y de los gastos causados con ocasión de la expedición del contrato. 
Para finalizar la vigencia del seguro será el periodo de cobertura comprendido entre las fechas de inicio y terminación que aparecen señaladas en la carátula de la póliza, durante las cuales el asegurado realiza las actividades relacionadas con su profesión médica asegurada y entre las cuales debe ocurrir el acto médico o hecho dañoso por el cual se imputa la responsabilidad al asegurado.